# Gjøvik tingrett

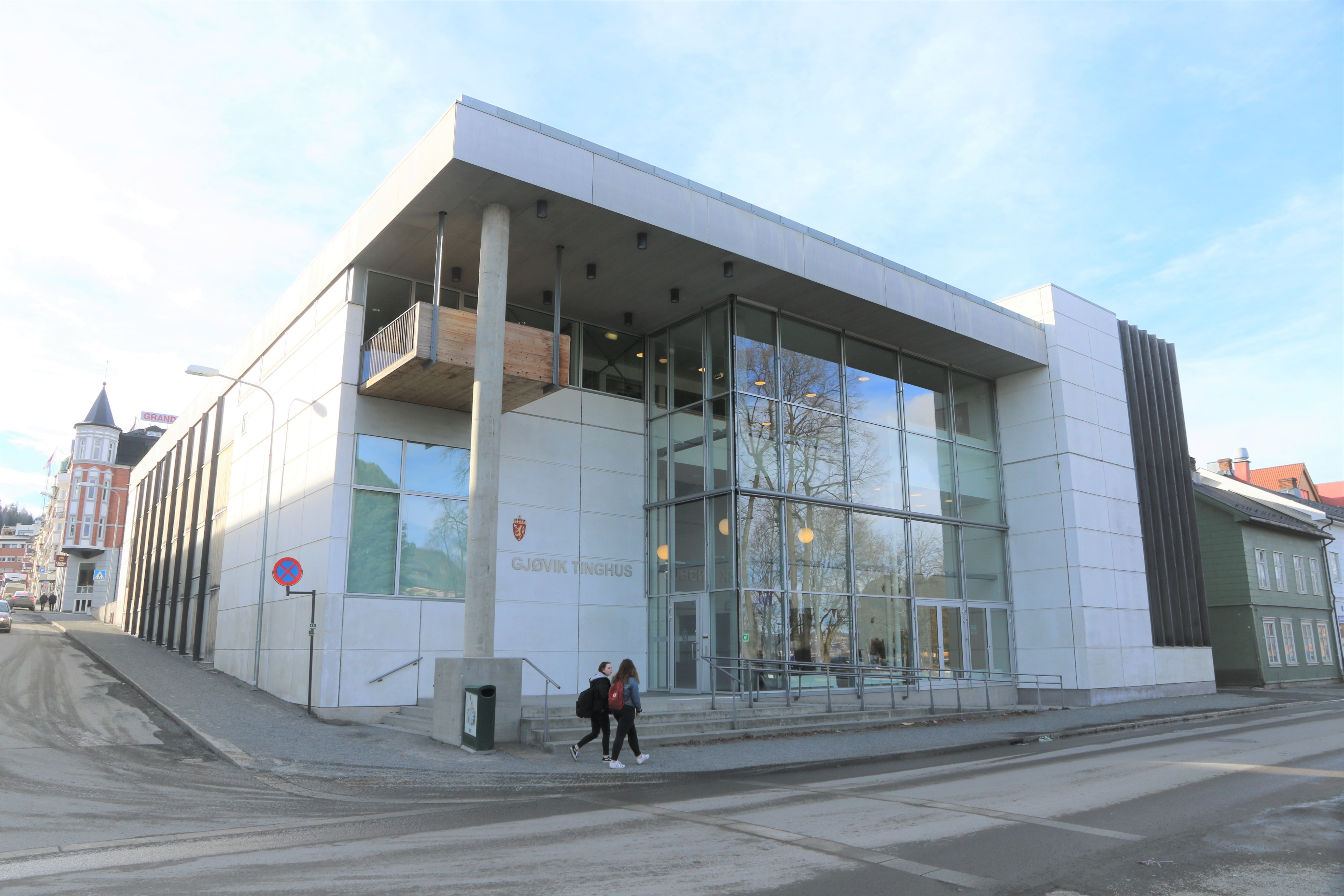
Het Tinghus in Gjøvik

Gjøvik tingrett is een tingrett (kantongerecht) in de Noorse fylke Innlandet. Het gerecht is gevestigd in Gjøvik. Gjøvik ontstond in 2009 als gevolg van de fusie van Toten tingrett, dat in Gjøvik was gevestigd, en Hadeland og Land tingrett, gevestigd in Brandbu. Het gerechtsgebied omvat de gemeenten Gjøvik, Lunner, Gran, Søndre Land, Nordre Land, Østre Toten en Vestre Toten. Gjøvik maakt deel uit van het ressort van Eidsivating lagmannsrett. In zaken waarbij beroep is ingesteld tegen een uitspraak van Gjøvik zal de zitting van het lagmannsrett meestal worden gehouden in Lillehammer.